# 齐齐哈尔铁路局
齐齐哈尔铁路局是原中华人民共和国铁道部领导下的一个铁路局。

## 历史

### 前身
19世纪末沙俄修建、管理的中东铁路，由在哈尔滨的中东铁路管理局所有。齐齐哈尔铁路局的前身与沙俄的中东铁路无关，而是民国时期建立的四洮铁路局、洮昂铁路局、洮索铁路局和齐克铁路局。1934年4月1日，满铁把上述四个铁路局合并成立洮南铁路局。1935年7月8日，洮南铁路局迁至齐齐哈尔改称齐齐哈尔铁路局，洮南设办事处。1935年11月10日，洮南办事处撤销成立洮南铁路监理所，洮南站隶属洮南铁路监理所。1942年4月1日，洮南监理所迁至白城，洮南站隶属白城铁路监理所。

### 第二次国共内战时期
1945年11月中共中央东北局派遣郭维城接收齐齐哈尔铁道局。管辖中东铁路自安达以西、齐北线、滨北线等。下设铁路办事处，如：昂昂溪地区铁路办事处、白城地区铁路办事处等。1949年5月29日，白城办事处改称白城铁路分局。
1946年1月3日在郑家屯成立西满铁路管理局，黄铎任代理局长兼代理党委书记。1946年2月18日，锦州铁路局机关撤至郑家屯并入西满铁路管理局，原锦州铁路局局长马钧任西满铁路管理局局长兼党委书记，黄铎改任副局长兼副书记，周侠平任政治处主任，智泽亭任政治处副主任。内设总务处、运输处、工务处、经理处、警务处和秘书室、监察室。管辖平齐线、白阿线、长白线（前郭旗—白城子）等。由于1946年4月的四平保卫战失败，西满军区放弃了郑家屯、通辽、前郭、长岭等地，西满铁路管理局于3月迁至白城子，1946年4月24日迁齐齐哈尔。西满铁路管理局与齐齐哈尔铁道局合并为西满铁路管理局。马钧任局长，黄铎、郭维城任副局长。1947年底改称齐齐哈尔铁路管理局。局长黄铎、副局长郭维城。到1948年11月东北全境解放，齐局营业里程为2531公里。下辖海拉尔、昂昂溪、白城子、齐齐哈尔四个铁路分局。线路四至：
- 平齐铁路南至大土山站与锦州铁路局分界
- 滨洲铁路东至安达站
- 滨北铁路南至福安站

1948年9月28日，昂昂溪机务段委派由司机长范永、临时党支部书记穆成斌等16人组成的1195号机车包乘组，牵引3005次军火列车由昂昂溪车站出发，顶着敌机轰炸扫射，于10月2日到达西阜新车站，完成了为辽沈战役锦州战场运送军火的任务，东北行政委员会为包乘组记集体特等功。

### 建国初期
1950年5月1日，中长铁路恢复由苏联、中国合资运营，齐局的海拉尔铁路分局、昂昂溪铁路分局划归中长铁路管理局；白城子铁路分局划归锦州铁路管理局（由西满铁路管理局沿革）。同时，哈尔滨铁路管理局撤销，其所辖的绥化分局、佳木斯分局划入齐局。齐局管辖线路总长2158.9公里。
1952年末，中长铁路全部移交中国政府，重建哈尔滨铁路管理局，同时新组建的林口铁路分局划归齐局。
抗美援朝战争中，齐局累计共派出2600多名职工赴朝支援。

### 1958年后
1958年1月1日，东北各铁路局布局重大调整。新成立牡丹江铁路管理局。齐局的林口铁路分局，以及佳木斯铁路分局的牡佳线东佳木斯站—勃利站区段移交牡局。东佳木斯站以北的佳木斯铁路分局所辖线路、绥化铁路分局全部及齐北线北安—依安站间线路划归哈局。哈局安达站以西至满洲里的滨洲线划归齐局。白城铁路分局划归齐局，齐局与锦州铁路管理局以平齐线太平川为界。齐局管辖11条线，营业里程计2544.9公里。
这时的“铁路管理局”，只负责铁路运营。不负责新建铁路的工程。为了开发建设大兴安岭林区的铁路，铁道部成立海拉尔铁路工程局（后改称东北铁路工程局），林区新线逐渐建成，逐步移交齐局运营。至1964年末，新建了图里河铁路分局；齐局营业里程增加到2896公里，下辖齐齐哈尔铁路分局、白城子铁路分局、海拉尔铁路分局、图里河铁路分局。 
1966年底，承担大庆原油外运的通让线建成。由于当时的长白铁路尚未连通到长春，通让铁路在嫩江大桥以北属于齐齐哈尔分局；在嫩江大桥至太平川属于白城分局；长白铁路全程也属于白城分局。1969年1月，嫩江—加格达奇铁路交付运营。1970年7月，撤销图里河铁路分局，成立加格达奇铁路分局。 1970年8月，嫩林线加格达奇—樟岭段建成通车。1975年，嫩林线樟岭—古莲段开通临时运营，齐局营业里程增长到3905.2公里。1975年6月，成立伊图里河铁路分局。至1982年齐局营业里程4030公里，齐局下辖5个铁路分局：
- 齐齐哈尔分局：与哈尔滨铁路分局的分界点是滨洲铁路安达站与羊草站之间。由于大庆油田年产原油6千万吨，以及大庆石化基地的建设，在分局管内的滨州铁路的安达站、卧里屯站、龙凤站、萨尔图站、让胡路站共5个相邻的车站全部为一等车站。
- 白城分局：管辖范围北至平齐铁路街基站、通让铁路太阳升站，东至长白铁路前郭站，南至平齐铁路与通让铁路的太平川站。现全部车站由沈阳铁路局白城车务段管辖。
- 加格达奇分局：1970年初，由于嫩林线的通车运营，图里河铁路分局搬迁至加格达奇，仍挂图里河铁路分局的牌子。1970年7月，铁道部指示齐齐哈尔铁路局成立加格达奇铁路分局，随之撤销了图里河铁路分局。
- 伊图里河分局：中国最北端的铁路分局。分局管界南自牙克石站外9.733公里、卓山站外1.211公里与海拉尔铁路分局相连；北至尽头站满归；西北至尽头站莫尔道嘎；东至加格达奇站外的210.162公里与加格达奇铁路分局相毗邻。分局管辖干线2条。其中：牙林线（牙克石——满归）全长441.349公里，分局管431.616公里；伊加线（伊图里河——加格达奇）全长210.9公里，分局管210.162公里。管辖支线一条——朝乌线（朝中——莫尔道嘎），全长75.611公里。管辖联络线1条——卓汇线（卓山——汇流河），全长5.359公里，分局管辖4.148公里。管内正线总长度721.537公里，营业里程728公里。经济吸引区内有3市一旗、14个林业局和一个煤矿，总面积10.8万平方公里，人口52万。1914年沙俄资本家沃伦措夫兄弟为掠夺大兴安岭森林资源，在管内乌尔其汗开辟林场。1928年5月开始从牙克石向北修建铁路，1935年铁路修至乌尔其汗，线路延长70公里。日本侵占东北后，与沃氏兄弟联合成立海敏采木公司，共同掠夺森林资源，并继续施工前伸牙林铁路。到1945年日本投降前，牙林铁路修至144公里。但因急于疯狂掠夺，线路简易且质量低劣，始终没有投入正式运营。1952年，国家为开发大兴安岭，恢复国民经济建设，从全国调集四支筑路大军，计3000余人，组建了铁道部库图段铁路工程处（中铁三局前身），到1966年末牙林中线（即牙林线）、牙林西线（朝乌线）、牙林东线（伊加线）全部贯通，交付运营线路721公里。1957年4月，哈尔滨铁路局满州里铁路分局图里河办事处即成立。此时，牙林线修至根河，伊加线已修至甘河。1958年1月，铁道部调整了齐齐哈尔铁路局与哈尔滨铁路局的管界。直属于齐齐哈尔铁路局的图里河铁路办事处正式挂牌。1964年，图里河铁路办事处更名为图里河铁路分局。1970年初，由于嫩林线的通车运营，图里河铁路分局搬迁至加格达奇，仍挂图里河铁路分局的牌子。1970年7月，铁道部指示齐齐哈尔铁路局成立加格达奇铁路分局，随之撤销了图里河铁路分局。1975年6月1日，伊图里河铁路分局正式成立，接过了牙林线的铁路运输组织和指挥。1989年2月牵引动力全部实现了内燃化。安全生产记录不断刷新，曾获全路安全日数第二。1995年，职工人数达11243人，人均工资达792.17元。哈尔滨铁路局于1998年11月13日宣布，将伊图里河铁路分局撤销编制，并入海拉尔铁路分局。
- 海拉尔铁路分局

### 齐局撤销
1983年10月1日，齐局被撤销。白城铁路分局划归沈阳铁路局，其余4个铁路分局并入哈尔滨铁路局。